# Caluya (Antique)
Caluya is een gemeente in de Filipijnse provincie Antique. Bij de laatste census in 2007 had de gemeente bijna 26 duizend inwoners.

## Geografie

### Bestuurlijke indeling
Caluya is onderverdeeld in de volgende 18 barangays:
| - Alegria - Bacong - Banago - Bonbon - Dawis - Dionela - Harigue - Hininga-an - Imba | - Masanag - Poblacion - Sabang - Salamento - Semirara - Sibato - Sibay - Sibolo - Tinogboc |

## Demografie
Caluya had bij de census van 2007 een inwoneraantal van 25.526 mensen. Dit zijn 5.477 mensen (27,3%) meer dan bij de vorige census van 2000. De gemiddelde jaarlijkse groei komt daarmee uit op 3,39%, hetgeen hoger is dan het landelijk jaarlijks gemiddelde over deze periode (2,04%).